# Hackney
Pronunciação

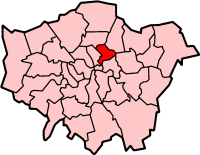
Localização do borough de Hackney na Região de Londres

Hackney é um borough da Região de Londres, na Inglaterra. 

## História
É conhecido por ser um dos lugares mais pobres e afetados pelo crime da Região de Londres. Apesar disso é um lugar de contrastes consideráveis. O sudoeste de Hackney é adjacente a Cidade de Londres e próximo à urbanização de Broadgate. Nesta parte foram instalados alguns escritórios dentro dos limites de Hackney.
Também no sudoeste se encontram Hoxton e Shoreditch, peças chave da cena artística da Região de Londres e lugar de numerosos clubes, bares, lojas e restaurantes, muitos dos quais se concentram em Hoxton Square.
O desenvolvimento de Shoreditch e Hoxton provocou o aumento do preço do terreno na área, de tal forma que as construtoras buscaram outras partes de Hackney para seu desenvolvimento. A maior parte de Hackney é de caráter urbano e em lugares como Dalston se encontram grandes urbanizações junto a outras urbanizações privadas.

## Distritos
Fazem parte do borough de Hackney os distritos de Brownswood, Cazenove, Chatham, Clissold, Dalston, De Beauvoir, Hackney Central, Hackney Downs, Haggerston, Hoxton, Kings Park, Leabridge, Lordship, New River, Queensbridge, Shoreditch, Springfield, Stoke Newington, Victoria e Wick.

## Ilustres de Hackney
Nasceram em Hackney Harold Pinter (1930-2008), prémio Nobel da Literatura de 2005 e * Gary Brooker (1945 - 2022), cantor-compositor do Procol Harum
Vivem ou viveram em Hackney:
- Tony Blair, ex-primeiro-ministro britânico.
- Professor Green, rapper britânico.
- Idris Elba, ator britânico, conhecido pelo papel de Russel "Stringer" Bell no seriado The Wire, da HBO, e John Luther, no seriado Luther, da BBC.
- Michael Page, pugilista e lutador de artes marciais mistas britânico.
- Marc Bolan, cantor e quitarrista da banda T-Rex, nasceu neste local e lá viveu de 1947 até 1962.
- Lily Loveless, atriz famosa pelo papel de Naomi Campbell no seriado teen Skins.
- Leona Lewis, cantora britânica.
- Paloma Faith, cantora e compositora britânica.
- Adrian Smith, guitarrista da banda Iron Maiden.
- Daniel Sharman, ator famoso, conhecido pelo papel de Isaac Lahey no seriado Teen Wolf (série de 2011) e Ares no filme, Imortais (filme).
- Matthew Healy, vocalista da banda The 1975.